# SsangYong Korando
Der SsangYong Korando ist ein Geländewagen des südkoreanischen Automobilherstellers SsangYong, der zwischen 1982  in zwei Generationen gebaut wurde. Für das Nachfolgemodell siehe KGM Korando.

## 1. Generation (1982–1996)
Ab 1964 wurden für die US-Streitkräfte und das Kommando der Vereinten Nationen Jeeps durch die Ha Dong-hwan Motor Company in Südkorea gefertigt. Ab 1982 wurden die auf dem Jeep CJ-7 basierenden Fahrzeuge unter dem Namen „Korando“ verkauft. 1986 wurde die Firma Dong-A Motor, die die Fahrzeuge bislang herstellte, in die SsangYong-Gruppe integriert, die das Unternehmen im März 1988 in SsangYong Motor Company umbenannte.

Im Lauf der Zeit wurden verschiedene Motoren angeboten, meist wurden verschiedene Benzin- und Dieselmotoren von Isuzu verwendet.

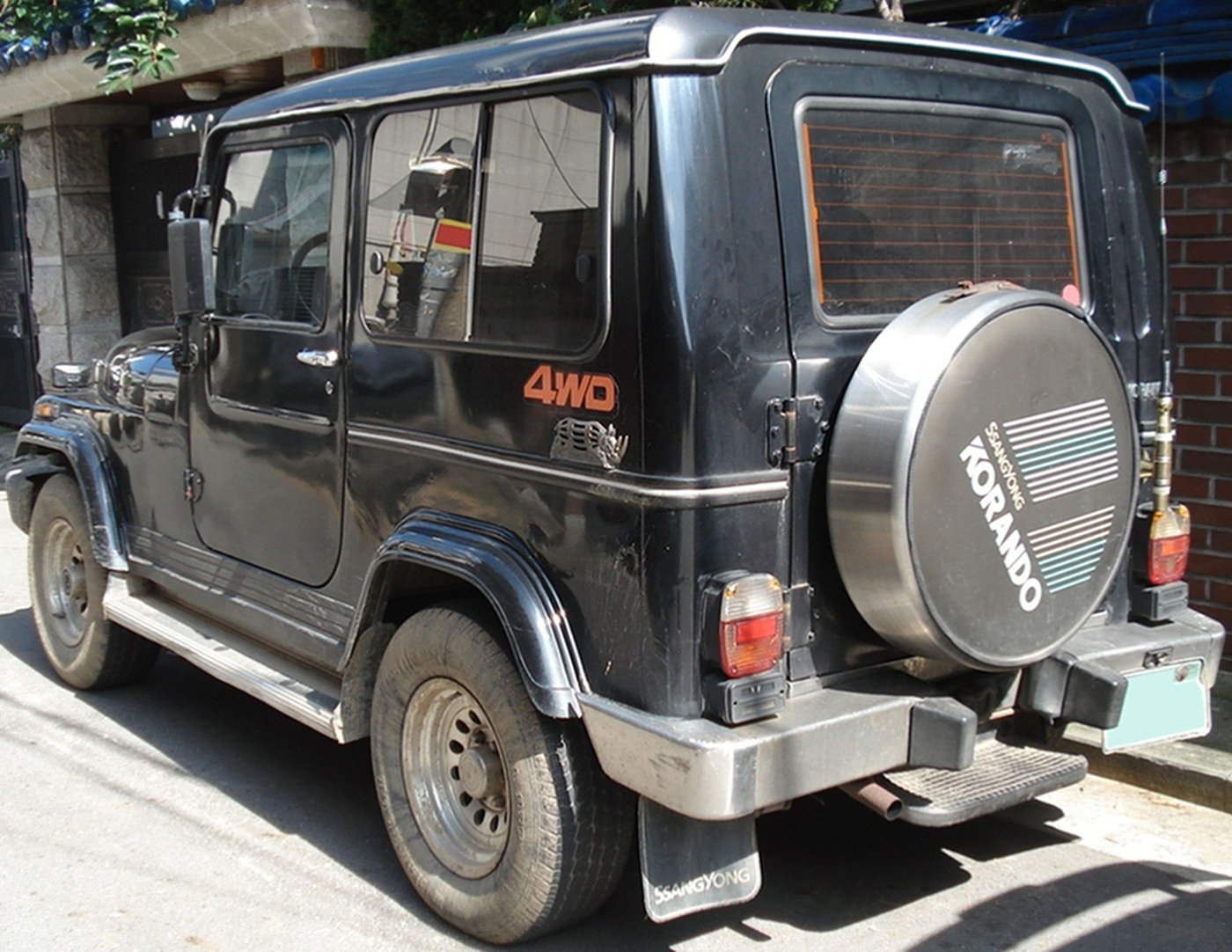
Heckansicht
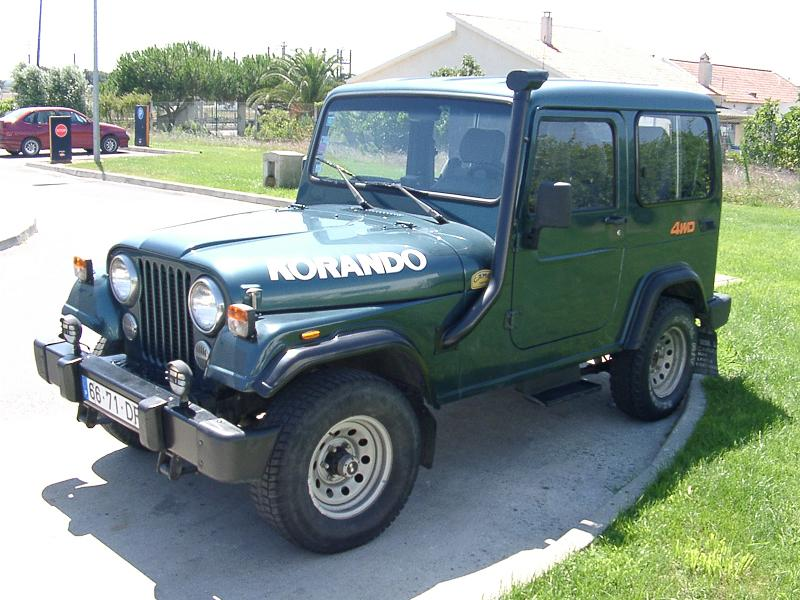
Facelift (1988–1996)
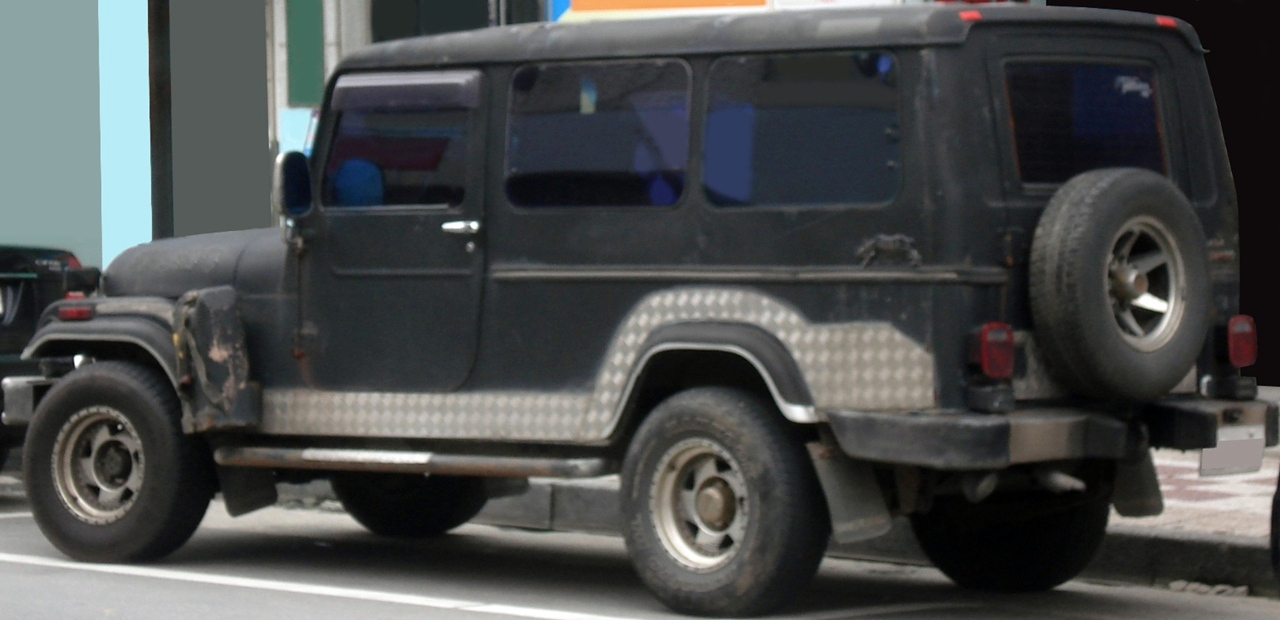
Korando K9 mit verlängertem Radstand

## 2. Generation (1996–2006)
Die zweite Generation des Korando war eine Eigenentwicklung von SsangYong und basierte nicht mehr auf dem Jeep CJ-7. Der Korando baute auf einem Leiterrahmen mit Starrachse hinten auf, hatte Einzelradaufhängung vorne und war sowohl als geschlossenes Modell als auch als Cabrio erhältlich.

### Technik
Es wurden drei Diesel und zwei Benzinmotoren angeboten. Topmodell war der E32 mit 3,2 Liter Reihensechszylindermotor und 209 bis 212 PS der in Europa ausschließlich mit 4-Gang-Automatik angeboten wurde. Alle anderen Motoren waren ebenfalls mit dieser Automatik oder wahlweise mit 5-Gang-Schaltgetriebe erhältlich. Der Korando verfügt über einen elektronisch zuschaltbaren Allradantrieb und eine Untersetzung die ebenfalls elektronisch per Drehschalter im Cockpit zugeschaltet werden kann. Einzige Ausnahme bildet hier das Topmodell E32 das mit permanentem Allradantrieb ausgestattet ist und nur über zuschaltbare Untersetzung verfügt. Außerdem ist eine elektronische, über das ABS gesteuerte Differentialbremse für beide Achsen an Bord, der Durchtrieb von Vorder-zu Hinterachse ist bei zugeschaltetem Antrieb starr. Diese Ausrüstung macht den Korando im Gegensatz zu den meisten modernen SUV zu einem äußerst geländetauglichen Fahrzeug. Die Motoren sind Entwicklungen von Mercedes-Benz die von SsangYong selbst in Lizenz gefertigt werden und ebenfalls die Langlebigkeit der Originale von Mercedes-Benz Motoren erreichen. Die weitere Komponenten des Antriebs stammen aus den USA. Die Schalt- und Zwischengetriebe liefert die Firma Borg-Warner, die Achsen stammen wie bei Jeep von Dana. Das Design des Korando entstand in Anlehnung an den ersten Korando bzw. den Jeep CJ-7 als moderne Interpretation des Gleichen aus der Feder des englischen Designers Ken Greenley.
Die Zuladung beträgt im Auslieferungszustand rund 600 kg und kann durch Auflastung auf 2,8T zGG auf rund 900 kg erweitert werden. Bemerkenswert ist die zulässige Anhängelast von 3500 kg für alle Motorisierungen.

### Schwestermodelle
Im Jahr 1997 übernahm der koreanische Konzern Daewoo die Mehrheit an SsangYong Motor Company und bot ab 1998 bzw. 1999 die Modelle Daewoo Chairman, Daewoo Musso und Daewoo Korando an. Daewoo nahm an den Fahrzeugen nur optische Retuschen vor wie andere Leuchten und anderer Kühlergrill, technisch blieben sie unverändert. Als Ende 2002 schon das Ende für Daewoo auf dem deutschen Markt kam, nahm SsangYong den Vertrieb seiner Modelle Anfang 2003 wieder unter eigenem Namen auf. Die Ersatzteilversorgung für den Korando ist trotz des Rückzugs von SsangYong vom deutschen Markt unproblematisch, da hier neben den offiziellen Servicestationen auch vereinzelte Ersatzteilhändler direkt aus Korea importieren und über entsprechendes Know-how verfügen. Motorenersatzteile sind gar bei Mercedes-Benz erhältlich.

Die russische Firma TagAZ erwarb nach dem Produktionsende in Korea die Produktionsanlagen und produzierte den Korando als TagAZ Tager sowie das technisch verwandte Modell Musso fast unverändert weiter.

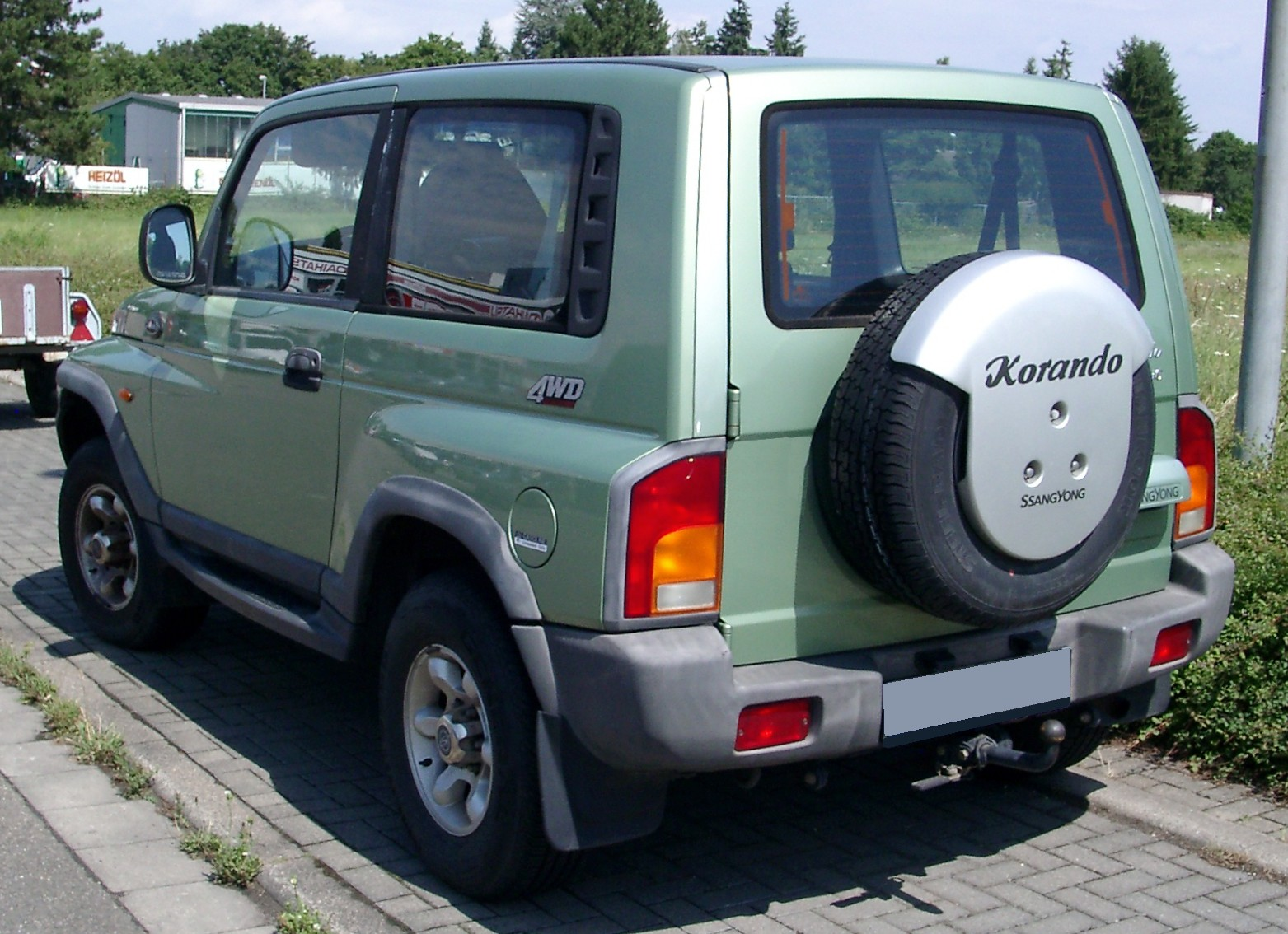
Heckansicht
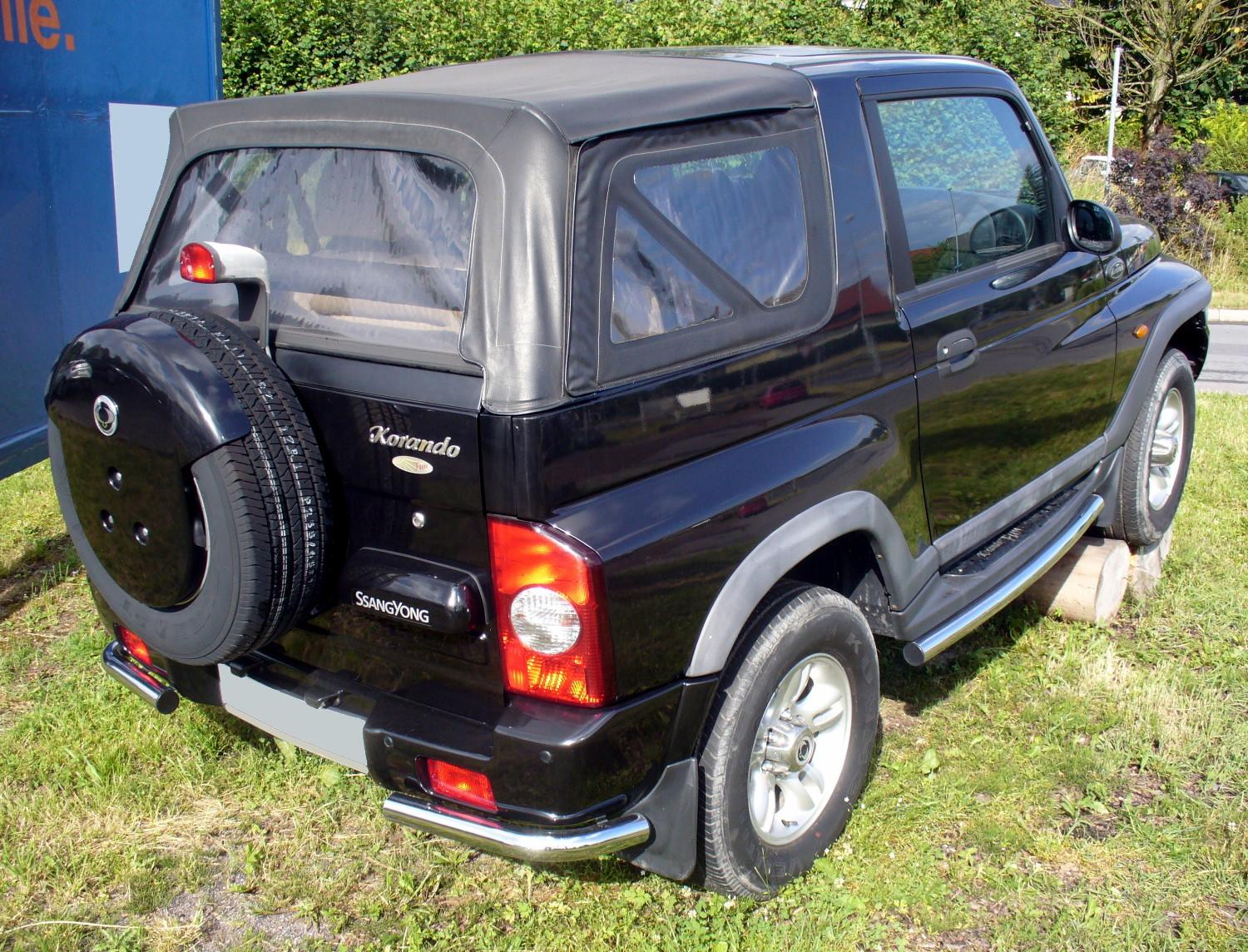
Cabriolet
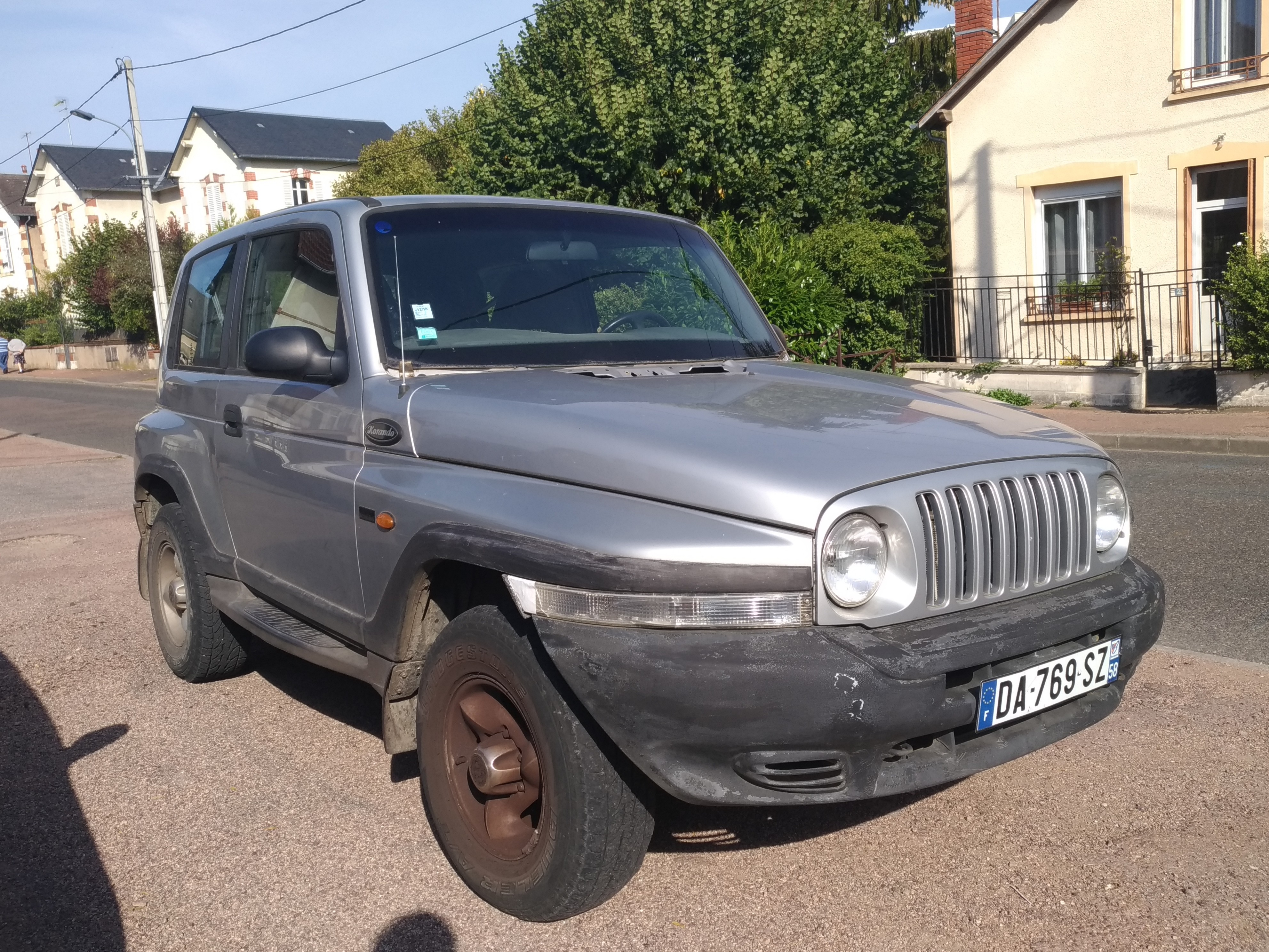
Daewoo Korando
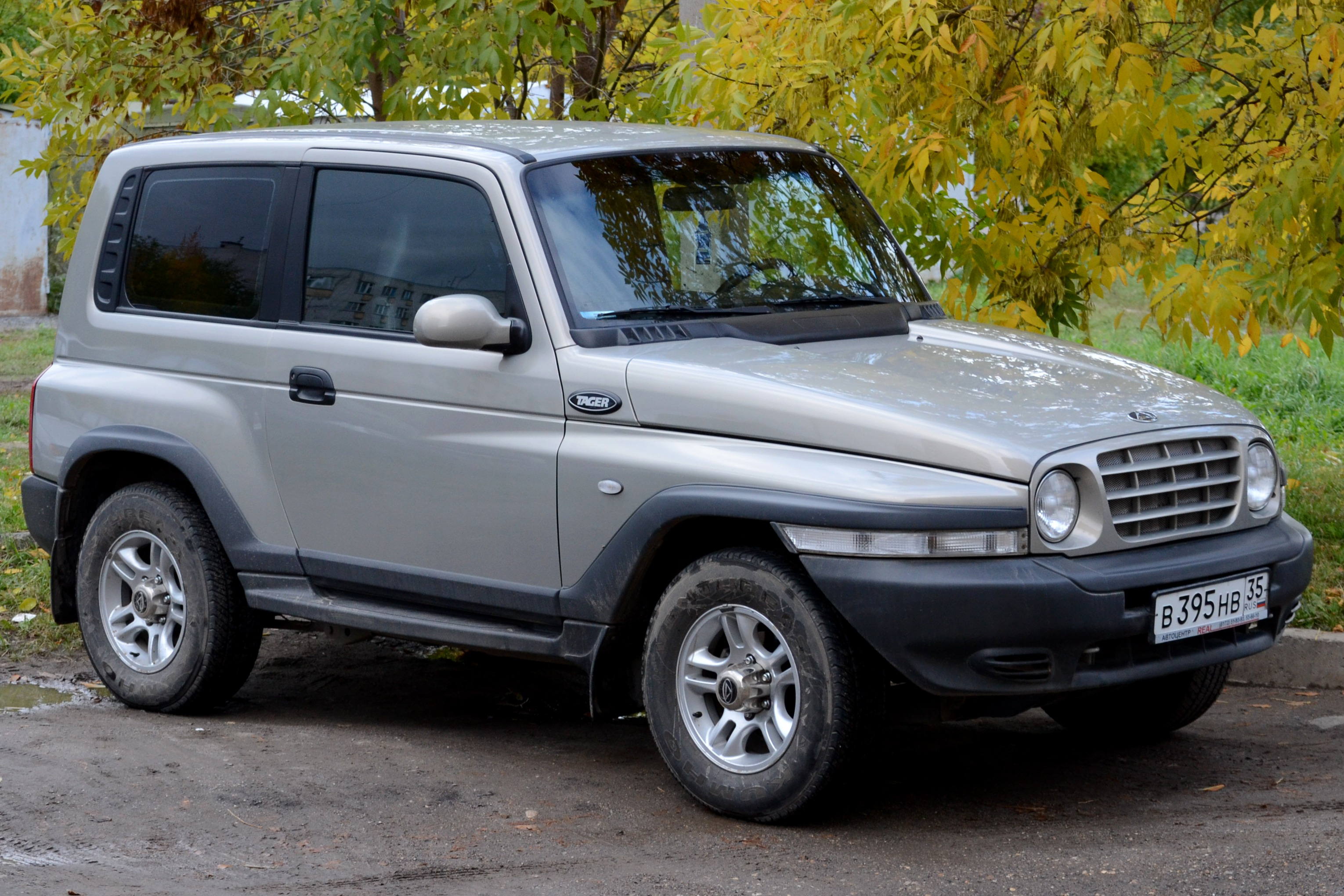
TagAZ Tager Dreitürer
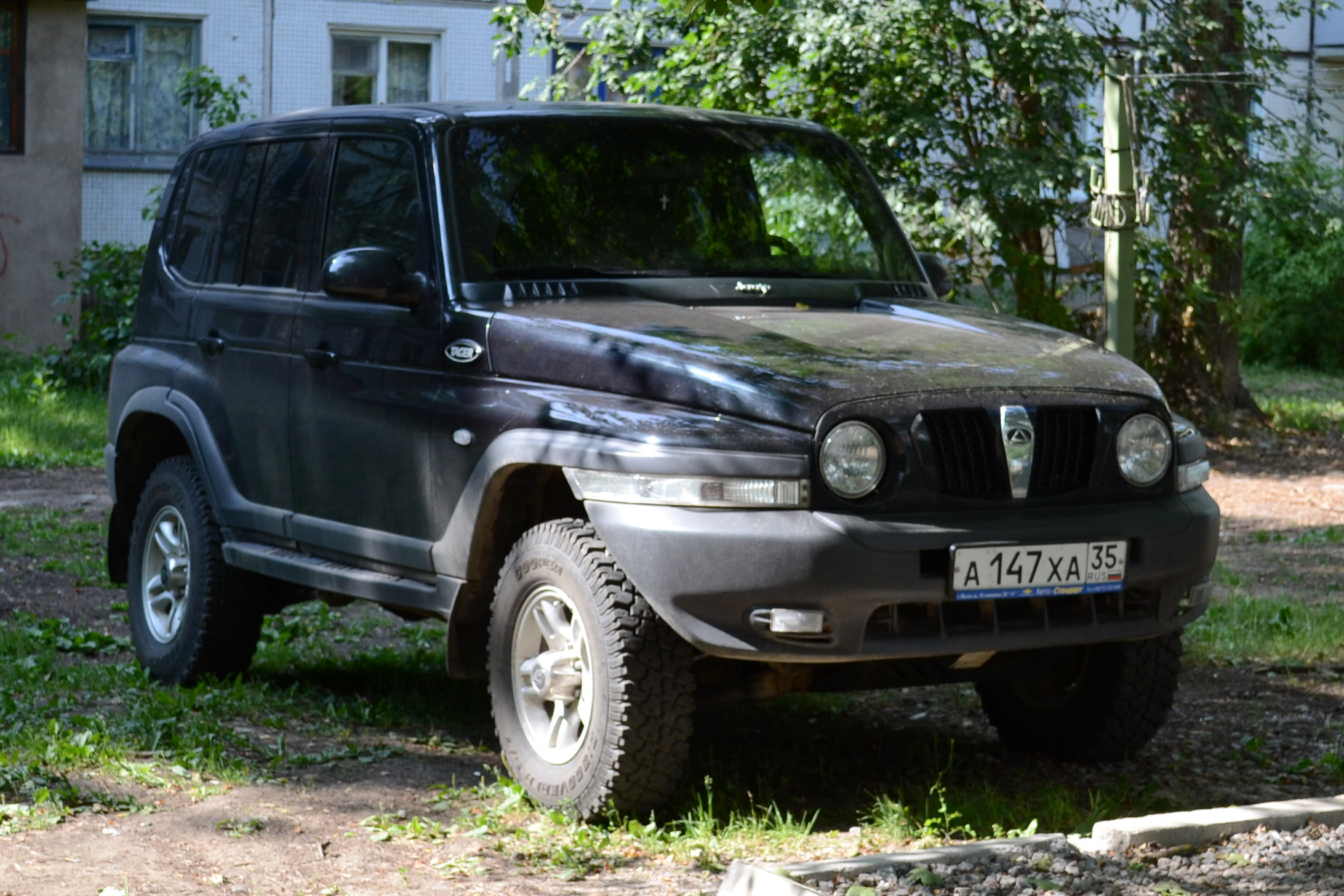
TagAZ Tager Fünftürer
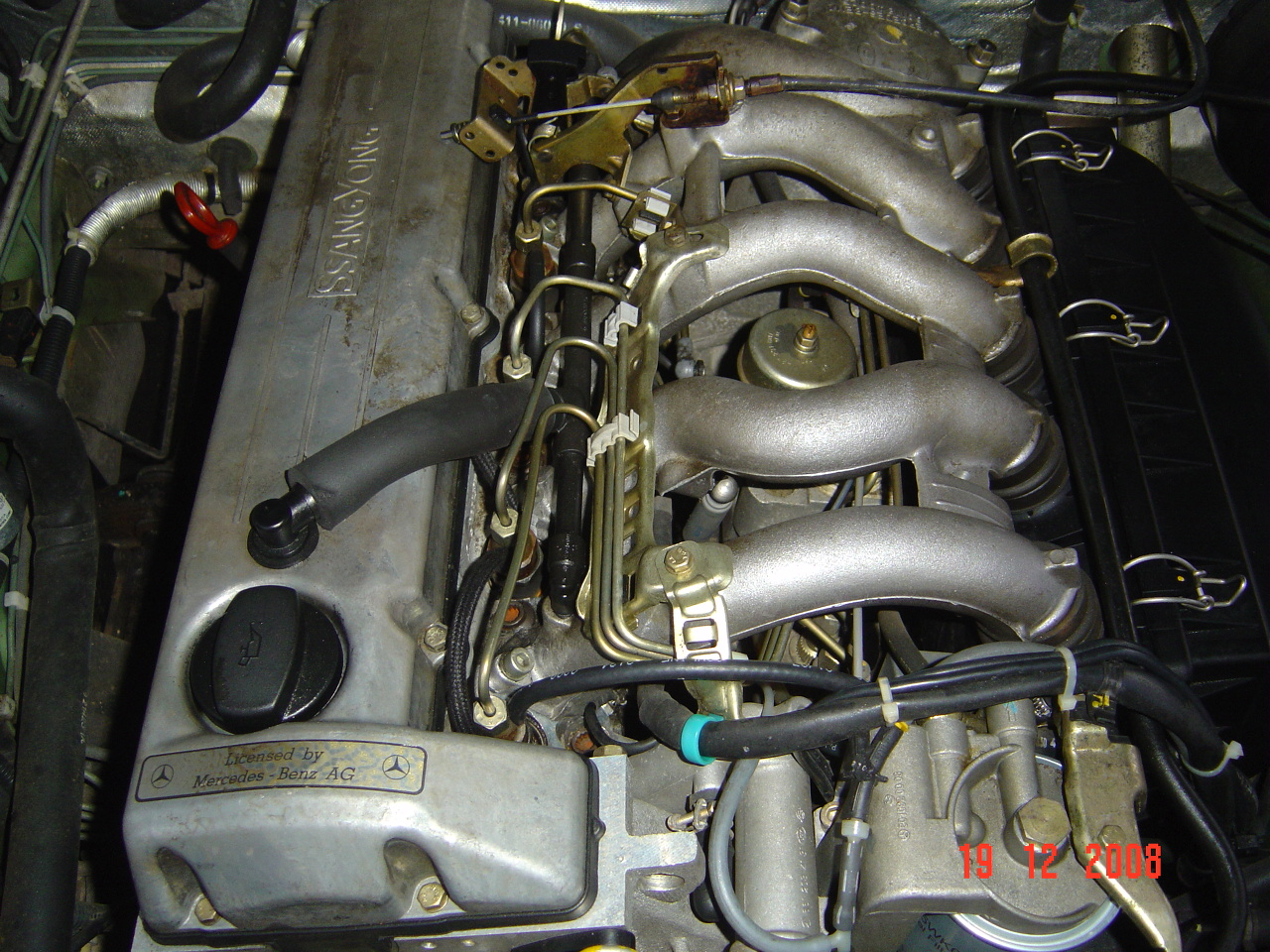
2,9 Liter Saugdiesel

### Motoren
- 2,3 l Benzin, 4 Zylinder, 103 kW/140–143 PS (MB M161)
- 3,2 l Benzin, 6 Zylinder, 210–212 PS (MB M162)
- 2,3 l Diesel, 4 Zylinder Turbo, 75 kW/101 PS (MB OM661)
- 2,9 l Diesel, 5 Zylinder, 95–98 PS (MB OM662)
- 2,9 l Diesel, 5 Zylinder Turbo, 120 PS (MB OM662)

## Korando Family
Ende 1988 wurde ein Geländewagen auf Basis des Isuzu Trooper eingeführt, der SsangYong Korando Family, der jedoch außer dem Namen „Korando“ keine Beziehung zu dem auf dem Jeep CJ-7 basierenden Korando hatte.

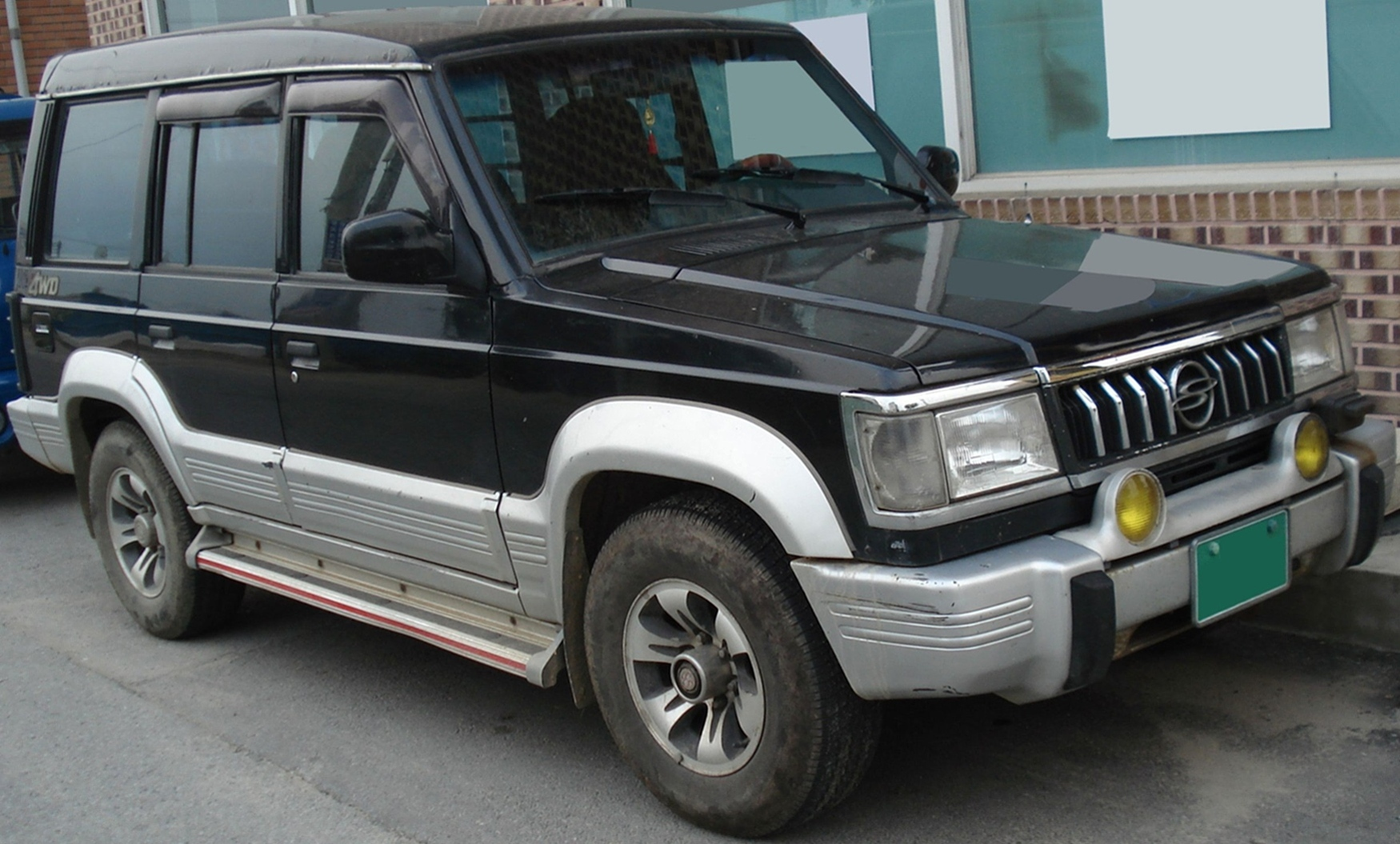
SsangYong Korando Family (1988–1996)
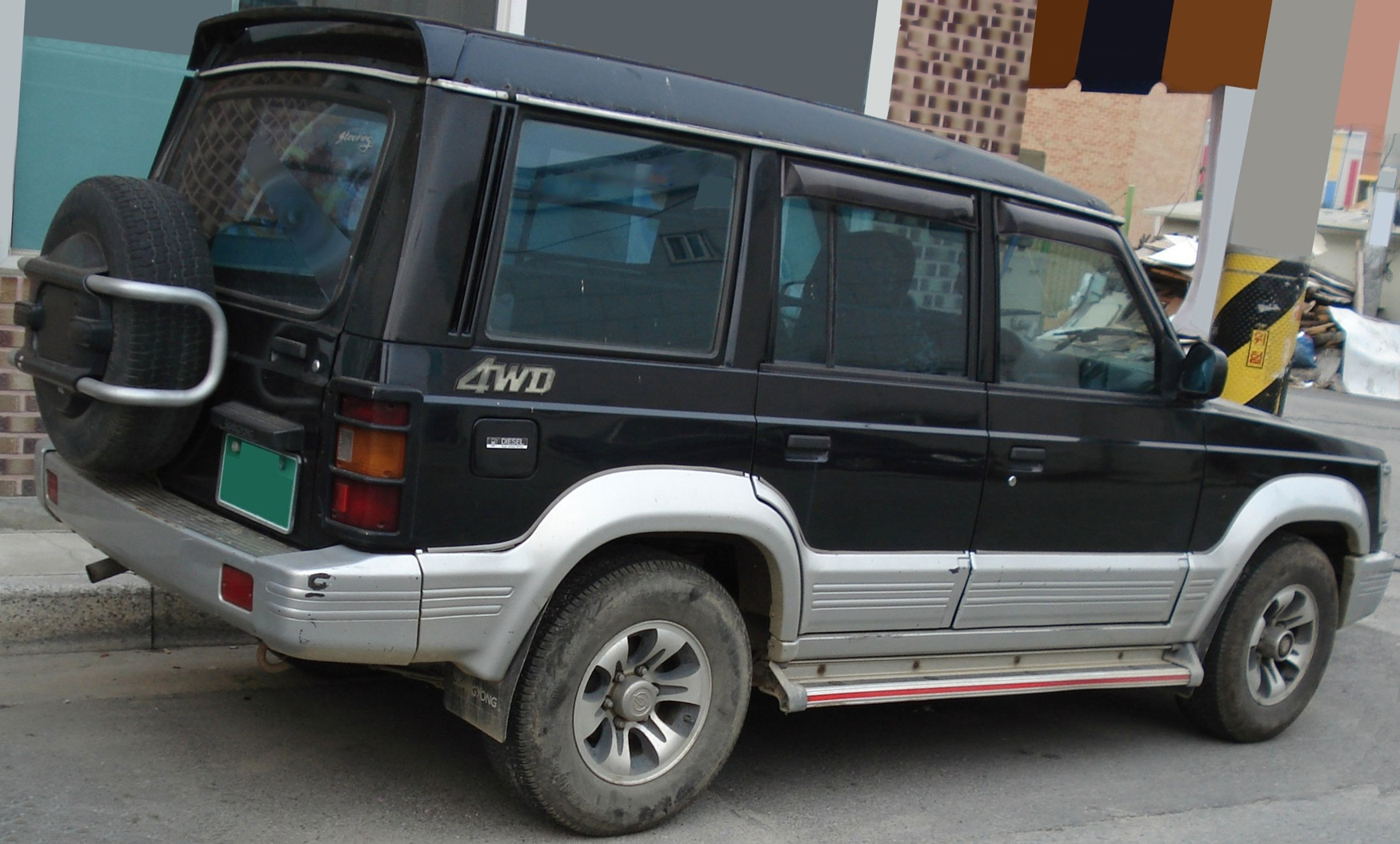
Heckansicht

## Nachfolger
Im Jahr 2010 wurde der Name „Korando“ für ein kleines SUV-Modell wieder eingeführt, siehe dazu KGM Korando C. Eine weitere Generation wurde 2019 eingeführt.